# Michał Kosiba
Michał Kosiba (Biecz, 20 de febrero de 1999) es un jugador profesional de voleibol polaco, juego de posición receptor/atacante.